# MS Paulus I
M/S Paulus I är ett numera utrangerat norskt lastfartyg, byggt 1958 som M/S Alden. Det byggdes i Haugesund och trafikerade Sognefjorden till byar som bara kunde nås sjövägen. 1989 köptes fartyget av stiftelsen Paulusbåtarna för att användas som ett flytande HVB-hem.

## Historia

### Bakgrund
Fartyget byggdes 1957–1958 på ett varv i Haugesund, och fartyget fick då namnet M/S Alden. Det 54 meter långa fartyget levererades till rederiet Fylkesbåtarne som trafikerade Sogn og Fjordane.

### Flytande HVB-hem
Fartyget såldes 1989 till stiftelsen Paulusbåtarna. Fartyget klassades då som skol- och lastfartyg och besiktigades av Sjöfartsverket på Alandia varv på Åland. Hemmahamn blev Stugsund.
Socionomen Astrid Ståhlberg besökte regelbundet Hallfängelset och fann att det mer handlade om förvaring av brottslingar än kriminalvård. Hon fick en idé att starta ett flytande HVB-hem och ringde till stiftelsen Paulusbåtarna. Detta blev starten för ett hem för rehabilitering av kriminella och missbrukare utifrån kristna värderingar. Syftet var att förbereda dem inför kommande arbete och bostad.

#### Hjälpsändningar i Östersjön
Paulus I hade en nyckelbesättning bestående av befälhavare, styrman, teknisk chef och kock. De intagna med sjöfartsbok kunde bli matroser, medan andra blev jungman eller motorman. Då Sovjetunionen upplöstes 1991 blev hjälpbehovet till Baltikum stort, och fartyget deltog med flera resor.

### Senare år
1997 såldes fartyget till Transcomar SA, hemmahörande i Port-au-Prince på Haiti. Det skrotades 2010.